# Tercera División de España 1980-81
La temporada 1980-81 de la Tercera División de España fue durante esta campaña la cuarta categoría de las Ligas de fútbol de España, por debajo de la Segunda División B y por encima de las Divisiones Regionales. Comenzó el 7 de septiembre de 1980 y finalizó el 21 de junio de 1981.
Para esta temporada hubo una profunda reestructuración de la categoría con el objetivo de adaptarla a la nueva organización territorial de España que se estaba produciendo durante esos años en el país. Se amplió el número de grupos de 8 a 13 y empezó a definirse sus ámbitos de actuación teniendo en cuenta los límites de las recién creadas comunidades autónomas, comenzando algunas a tener grupo propio en la división y consiguiéndolo el resto en las campañas siguientes.

## Fase de grupos

### Grupo XIII (Región de Murcia)
| Equipos | Equipos          | Puntos | J. | G. | E. | P. | F. | C. |
| 1       | Lorca Deportiva  | 57     | 38 | 23 | 11 | 4  | 64 | 27 |
| 2       | Albacete         | 56     | 38 | 25 | 6  | 7  | 79 | 29 |
| 3       | Yeclano          | 45     | 38 | 19 | 7  | 12 | 64 | 51 |
| 4       | Real Murcia B    | 44     | 38 | 16 | 12 | 10 | 52 | 45 |
| 5       | Torrevieja       | 43     | 38 | 17 | 9  | 12 | 67 | 47 |
| 6       | Cfba Caravaca    | 42     | 38 | 17 | 8  | 13 | 62 | 44 |
| 7       | Olímpico Totana  | 42     | 38 | 16 | 10 | 12 | 69 | 62 |
| 8       | Callosa          | 40     | 38 | 13 | 14 | 11 | 43 | 48 |
| 9       | Orihuela CF      | 39     | 38 | 14 | 11 | 13 | 66 | 61 |
| 10      | Pinatar          | 38     | 38 | 12 | 14 | 12 | 44 | 40 |
| 11      | Villarrobledo    | 38     | 38 | 16 | 6  | 16 | 54 | 56 |
| 12      | Ilicitano        | 35     | 38 | 12 | 11 | 15 | 46 | 56 |
| 13      | Cieza            | 35     | 38 | 13 | 9  | 16 | 56 | 58 |
| 14      | Águilas CF       | 34     | 38 | 11 | 12 | 15 | 53 | 60 |
| 15      | Molinense        | 34     | 38 | 13 | 8  | 17 | 42 | 52 |
| 16      | Almoradí         | 33     | 38 | 12 | 9  | 17 | 46 | 55 |
| 17      | Horadada         | 33     | 38 | 13 | 7  | 18 | 53 | 68 |
| 18      | Hellin Deportivo | 30     | 38 | 10 | 10 | 18 | 42 | 66 |
| 19      | Santomera        | 25     | 38 | 5  | 15 | 18 | 37 | 56 |
| 20      | UD Almansa       | 17     | 38 | 6  | 5  | 27 | 29 | 87 |

## Promoción de ascenso a Segunda División B

### Equipos participantes
Los equipos clasificados para la promoción de ascenso a Segunda División B de la temporada 1980-81 se exponen en la siguiente tabla: 
Se indican en negrita los equipos que consiguieron el ascenso.
| Grupo I       | Grupo II             | Grupo III              | Grupo IV             | Grupo V               |
| ------------- | -------------------- | ---------------------- | -------------------- | --------------------- |
| 1º C. D. Lugo | 1º Sporting Atlético | 1º C. Erandio          | 1º C.D. Binéfar      | 1º C.F. Reus Deportiu |
| 2º Arosa S.C. | 2º Santoña C.F.      | 2º Arenas C. de Guecho | 2º C. Endesa Andorra | 2º U.D. Figueras      |

| Grupo VI           | Grupo VII                | Grupo VIII                | Grupo IX            | Grupo X                |
| ------------------ | ------------------------ | ------------------------- | ------------------- | ---------------------- |
| 1º Catarroja C.F.  | 1º Aranjuez C.F.         | 1º R. Valladolid Promesas | 1º C.D. Antequerano | 1º Sevilla Atlético C. |
| 2º U.D. Carcagente | 2º C.D. Colonia Moscardó | 2º S.D. Ponferradina      | 2º Martos C.D.      | 2º C.D. Don Benito     |

| Grupo XI           | Grupo XII        | Grupo XIII              |
| ------------------ | ---------------- | ----------------------- |
| 1º U.D. Poblense   | 1º U.D. Realejos | 1º C.F. Lorca Deportiva |
| 2º C.D. Constancia | 2º U.D. Telde    | 2º Albacete Bpié.       |

- El Santoña C.F. y la U.D. Carcagente no obtuvieron plaza para disputar la promoción por no ser ninguno de los 11 segundos clasificados con mejor puntuación de entre todos los grupos.

### Equipos ascendidos
Los siguientes equipos obtuvieron el ascenso a Segunda División B:
| Grupo I - No ascendió ningún equipo de este grupo Grupo II - Sporting Atlético Grupo III - C. Erandio Grupo IV - C. Endesa Andorra Grupo V - C.F. Reus Deportiu | Grupo VI - No ascendió ningún equipo de este grupo Grupo VII - No ascendió ningún equipo de este grupo Grupo VIII - No ascendió ningún equipo de este grupo Grupo IX - C.D. Antequerano Grupo X - No ascendió ningún equipo de este grupo | Grupo XI - No ascendió ningún equipo de este grupo Grupo XII - No ascendió ningún equipo de este grupo Grupo XIII - C.F. Lorca Deportiva |